# Toyoji Takahashi
Toyoji Takahashi (Tòquio, 1913 - 5 de març de 1940) és ser un futbolista japonès.

## Selecció japonesa
Va formar part de l'equip olímpic japonès als Jocs Olímpics d'estiu de 1936.